# Freddy Piamonte
Fredy Orlando Piamonte Rodríguez (* 4. Juni 1982 in Aquitania, genannt Freddy oder Fredy Piamonte) ist ein kolumbianischer Straßenradrennfahrer.
Freddy Piamonte gewann 2003 eine Etappe der Vuelta a Boyacà und 2004 den Clásica de Ciclomontañismo. Seit 2007 fährt er für das kolumbianische Continental Team EPM-UNE. In der Saison 2009 gewann er jeweils eine Etappe und die Gesamtwertung beim Clásica Rionegro con Futuro-Aguas de Rionegro und beim Clásica Ciudad de Girardot. Außerdem war er bei einem Teilstück der Vuelta a Boyacà erfolgreich. Im nächsten Jahr gewann er eine Etappe und die Gesamtwertung bei der Vuelta a Chiriquí. 2011 wurde Piamonte Etappensieger bei der Vuelta al Valle del Cauca und 2012 gewann er ein Teilstück der Vuelta a Guatemala.

## Erfolge
2012
- eine Etappe Vuelta a Guatemala

## Teams
- 2006 Lotería de Boyacá
- 2007 UNE-Orbitel
- 2008 UNE
- 2009 UNE-EPM
- 2010 UNE-EPM
- 2011 EPM-UNE
- 2012 EPM-UNE
- 2013 EPM-UNE
- 2014 Coldeportes-Claro
- 2015 Coldeportes-Claro